# Guyencourt (Aisne)
Guyencourt és una comuna al districte de Laon (departament de l'Aisne, regió dels Alts de França, França). L'any 2007 tenia 233 habitants.

## Demografia

### Població
El 2007 la població de fet de Guyencourt era de 233 persones. Hi havia 84 famílies de les quals 20 eren unipersonals (12 homes que vivien sols i 8 dones que vivien soles), 28 parelles sense fills, 32 parelles amb fills i 4 famílies monoparentals amb fills.
La població ha evolucionat segons el següent gràfic:
Habitants censats

### Habitatges
El 2007 hi havia 100 habitatges, 87 dels quals eren l'habitatge principal de la família, 10 eren segones residències i 2 estaven desocupats. Tots els 100 habitatges eren cases. Dels 87 habitatges principals, 86 estaven ocupats pels seus propietaris i 1 estava cedit a títol gratuït; 2 tenien dues cambres, 9 en tenien tres, 24 en tenien quatre i 52 en tenien cinc o més. 78 habitatges tenien, pel cap baix, una plaça de pàrquing. A 30 habitatges hi havia un automòbil i a 49 n'hi havia dos o més.

### Piràmide de població
La piràmide de població per edats i sexe el 2009 era:
| Homes | Edats   | Dones |
| ----- | ------- | ----- |
| 4     | 95 o +  | 0     |
| 4     | 90 a 94 | 0     |
| 0     | 85 a 89 | 0     |
| 0     | 80 a 84 | 8     |
| 4     | 75 a 79 | 8     |
| 8     | 70 a 74 | 0     |
| 0     | 65 a 69 | 0     |
| 4     | 60 a 64 | 8     |
| 8     | 55 a 59 | 0     |
| 4     | 50 a 54 | 12    |
| 8     | 45 a 49 | 4     |
| 16    | 40 a 44 | 8     |
| 16    | 35 a 39 | 24    |
| 0     | 30 a 34 | 4     |
| 4     | 25 a 29 | 4     |
| 12    | 20 a 24 | 0     |
| 8     | 15 a 19 | 20    |
| 8     | 10 a 14 | 16    |
| 16    | 5 a 9   | 8     |
| 4     | 0 a 4   | 0     |

## Economia
El 2007 la població en edat de treballar era de 146 persones, 117 eren actives i 29 eren inactives. De les 117 persones actives 109 estaven ocupades (61 homes i 48 dones) i 8 estaven aturades (1 home i 7 dones). De les 29 persones inactives 7 estaven jubilades, 15 estaven estudiant i 7 estaven classificades com a «altres inactius».

### Ingressos
El 2009 a Guyencourt hi havia 89 unitats fiscals, que integraven 231 persones; i la mediana anual d'ingressos fiscals per persona era de 19.089 €.

### Activitats econòmiques
Dels 6 establiments que hi havia el 2007, 3 eren d'empreses de construcció, 2 d'empreses de comerç i reparació d'automòbils i 1 d'una empresa d'hostatgeria i restauració.
L'únic servei als particulars que hi havia el 2009 era una lampisteria.
L'any 2000, a Guyencourt hi havia 6 explotacions agrícoles, que ocupaven un total de 216 hectàrees.

## Poblacions properes
El següent diagrama mostra les poblacions més properes.